# Takahiro Jamada
Takahiro Jamada (* 29. duben 1972) je bývalý japonský fotbalista.

## Reprezentace
Takahiro Jamada odehrál 1 reprezentační utkání. S japonskou reprezentací se zúčastnil Mistrovství Asie ve fotbale 1992.

## Statistiky
| Japonsko | Japonsko | Japonsko |
| Roky     | Záp.     | Góly     |
| -------- | -------- | -------- |
| 1994     | 1        | 0        |
| Celkem   | 1        | 0        |